# Tami Stronach
Tami Stronach (en persan : تامی استروناخ) (de son vrai nom Tamara Stronach) est une actrice, danseuse et chorégraphe israélo-irano-américaine née le 31 juillet 1972 à Téhéran.
Tami Stronach a 11 ans quand elle joue le rôle de l'Impératrice dans le film L'Histoire sans fin. Sa carrière de comédienne s'interrompt alors, car ses parents refusent de lui faire embrasser une carrière d'actrice.
Elle se tourne ensuite vers la danse en devenant chorégraphe. Ce n'est que vingt-quatre ans plus tard que Tami Stronach refera une apparition cinématographique.

## Filmographie
- 1984 : L'Histoire sans fin
- 2008 : Fredy a Zlatovláska